# Notophthiracarus ater
Notophthiracarus ater är en kvalsterart som beskrevs av Wojciech Niedbała 2000. Notophthiracarus ater ingår i släktet Notophthiracarus och familjen Phthiracaridae. Inga underarter finns listade i Catalogue of Life.